# Sandra Pisani
Alexandra „Sandra“ Jane Pisani, OAM (* 23. Januar 1959; † 19. April 2022 in Adelaide) war eine australische Hockeyspielerin, die mit der Australischen Hockeynationalmannschaft 1988 Olympiasiegerin war.

## Sportliche Karriere
Sandra Pisani gehörte 1983 bei der Weltmeisterschaft in Kuala Lumpur zum australischen Team. Im Halbfinale unterlagen die Australierinnen den Kanadierinnen im Siebenmeterschießen. Das Spiel um den dritten Platz gewannen die Australierinnen mit 3:1 gegen die Deutschen. 1984 nahmen sechs Mannschaften an den Olympischen Spielen in Los Angeles teil, die alle gegeneinander antraten. Am Ende lagen die Mannschaften aus den Vereinigten Staaten und die Australierinnen gleichauf, weshalb ein Siebenmeterschießen über die Bronzemedaille entschied. Dieses gewannen die Amerikanerinnen mit 10:5, wobei Sandra Pisani nur einen ihrer beiden Siebenmeter traf. 1986 erreichte das australische Team mit Sandra Pisani als Kapitänin den sechsten Platz bei der Weltmeisterschaft in Amstelveen. Bei der ersten Austragung der Champions Trophy der Damen im Jahr 1987 belegten die Australierinnen den zweiten Platz hinter den Niederländerinnen. 1988 bei den Olympischen Spielen in Seoul erreichten die Australierinnen das Halbfinale mit nur einem Sieg und zwei Unentschieden. Im Halbfinale bezwangen die Australierinnen die Niederländerinnen mit 3:2. Das Finale gewannen die Australierinnen gegen die Südkoreanerinnen mit 2:0. Sandra Pisani war 1988 nur bei den beiden Unentschieden in der Vorrunde dabei.
Im Dezember 2019 wurde bei Pisani Krebs diagnostiziert, eine Krankheit, an der sie im April 2022 im Alter von 63 Jahren starb.